# Военно-врачебная экспертиза в Российской Федерации
Военно-врачебная экспертиза в Российской Федерации (ВВЭ) — медицинская экспертиза (медицинское освидетельствование), граждан в военное и мирное время при постановке на воинский учёт в Российской Федерации, поступающих в военные учебные заведения, и граждан, пребывающих в запасе в Вооружённых силах Российской Федерации и других силовых государственных ведомствах. Регулируемым «Положением о военно-врачебной экспертизе» утверждённым постановлением Правительства № 123 от 25 февраля 2003 года — утратило силу, на основании Постановления Правительства РФ от 04 июля 2013 года № 565, и Порядком проведения военно-врачебной экспертизе и медицинского освидетельствования в Вооружённых силах РФ" утверждённым Приказом Минобороны РФ № 200 от 20 августа 2003 года. Одной из наиболее сложных военно-врачебных экспертиз считается экспертиза определения пригодности к работам, связанных с водолазной подготовкой, погружением в закрытых глубоководных аппаратах. Наряду с водолазами и подводниками, стоит экспертиза определения пригодности граждан для поступления в учебные вузы, представляющие специальные интересы государства. Отдельным пунктом медицинского освидетельствования являются лица, выполнение задач которых будет связано с выходом в космос.

## История
В России первые упоминания о ВВЭ относятся к началу XVIII века. Отбор пополнения для русской армии проводили военачальники, а врачи имели право только высказывать мнение о годности свидетельствуемого к военной службе. Экспертиза военнослужащих проводилась в госпиталях (больницах), где председателем комиссии являлся не врач, а офицер окружного штаба или воинской части. С конца XIX — начала XX века мнение врачей в экспертизе приобретает все большее значение.
Развитие ВВЭ началось только после Великой Октябрьской социалистической революции. В 1918 году был издан ряд наставлений временным врачебным комиссиям и инструкции врачам приемных комиссий, учрежденных для освидетельствования лиц, призываемых на военную службу, а в 1921 году — первое положение о ВВК, которым предусматривалось создание Центральной военно-врачебной комиссии (см. Военно-врачебная комиссия). Начиная с 1929 года введено в практику медицинское освидетельствование граждан при приписке к призывным участкам и лечение призывников.

## Основная цель
Основная цель работы военно-врачебной комиссии — это определение категории годности граждан Российской Федерации по состоянию здоровья к военной службе, службе в органах, также в целях определения причинной связи полученных гражданами увечий (ранений, травм и контузий), заболеваний с прохождений ими военной службы (военных сборов) или службы в органах.

## Состав военно-врачебной комиссии
В состав военно-врачебной комиссии входят врачи-специалисты, определяющие категорию годности граждан Российской Федерации к военной службе:
- Офтальмолог
- Оториноларинголог (ЛОР)
- Невропатолог
- Психиатр
- Стоматолог
- Хирург
- Терапевт
- Дерматовенеролог

В случае необходимости и другие врачи-специалисты.

## Обязанности военно-врачебной комиссии
- организация и проведение медицинского освидетельствования для граждан Российской Федерации, поступающих на военную службу, для граждан, призываемых на военные сборы, службу в органах, поступление в военные училища и университеты, других категорий граждан, определяемых руководителями федеральных органов исполнительной власти, в которых законом предусмотрена военная служба, служба в органах;
- методическое руководство военно-врачебной экспертизой и контроль в части;
- контроль над проведением медицинского освидетельствования, медицинского обследования (лечения) граждан при первоначальной постановке на воинский учёт и призыве на военную службу, лечебно-оздоровительных мероприятий среди граждан, которые состоят на воинском учёте или которым предоставлена отсрочка от призыва на военную службу по состоянию здоровья;
- определение причинной связи увечий, заболеваний у военнослужащих, лиц рядового и начальствующего состава (должностных лиц) органов, граждан, проходящих военные сборы, граждан, проходивших военную службу, граждан;
- определение категории годности граждан по состоянию здоровья к военной службе (службе в органах) на момент их увольнения с военной службы (из органов);
- участие в научных исследованиях проблем военно-врачебной экспертизы;
- подготовка врачей-специалистов по военно-врачебной экспертизе;
- организация и проведение контрольного обследования и повторного медицинского освидетельствования (в том числе в целях проведения военно-врачебной экспертизы по результатам независимой военно-врачебной экспертизы) в порядке, определяемом соответствующим федеральным органом исполнительной власти, в котором предусмотрена военная служба (служба в органах)[4].

## Военно-врачебная комиссия в период военного положения в РФ
Военное положение в РФ может объявить только Президент Российской Федерации, он же Верховный главнокомандующий, в случае вооруженной агрессии другого государства против Российской Федерации. Военно-врачебная комиссия работает в режиме военного времени, это касается и случаев, когда Президент Российской Федерации издаст указ о мобилизации, и все граждане Российской Федерации, находящиеся в запасе Вооруженных сил РФ, обязаны явиться в военные комиссариаты или органы военного управления на Военно-врачебную экспертизу для выявления их годности к военной службе в военное время, для обороны государства и их предназначения в военное время.

## Освидетельствование в запасе для службы в органах
Для поступления на службу в органы: МВД, ФСБ, МЧС и т. п. Гражданин должен быть годным к военной службе иметь в военном билете категорию годности «А» — здоров.
Согласно п. 37 Положения «О военно-врачебной экспертизе» Постановления Правительства № 123, проведение мероприятий по медицинскому освидетельствованию граждан, пребывающим в запасе в Вооружённых силах РФ (ВС), осуществляется военными комиссариатами.
Так же п. 3 возлагает обязанности на медицинское освидетельствования граждан для поступления на военную службу и службу в органах на военно-врачебные комиссии ВВК.
В соответствии с п. 9 Контрольное обследование и Повторное медицинское освидетельствование гражданина раньше установленного срока, могут проводиться по его заявлению или заявлению его законного представителя, либо по инициативе специалистов «военно-врачебной комиссии» (ВВК), если в состоянии здоровья произошли изменения, дающие основания для пересмотра заключения военно-врачебной комиссии.
По заявлению Гражданина, пребывающего в запасе, желающему подтвердить или изменить ранее установленный диагноз, военный комиссариат выдаёт «Карту медицинского освидетельствования гражданина, пребывающего в запасе» установленного образца для прохождения медицинской комиссии в учреждениях государственной и муниципальной системы здравоохранения. Окончательное медицинское заключение производит представитель военкомата, председатель и секретарь военно-врачебной комиссии ВВК.
Поправки
1 января 2014 года вступило в силу Постановление «Об утверждении Положения о военно-врачебной комиссии» № 565 от 4 июля 2013 года, п. «3» в котором также сказано для граждан, пребывающих в запасе:
На военно-врачебные комиссию возлагается проведение освидетельствования граждан поступающих на приравненную службу.  В связи с этим п. «9» говорит что военная врачебная комиссия проводится также для граждан, заявивших о несогласии с заключениями об их годности к военной службе по результатам освидетельствования. Исходя из этого п. 84 говорит что Граждане, ранее признанные ограниченно годными к военной службе по состоянию здоровья, могут быть освидетельствованы повторно в случае, если в результате их обследования в медицинских организациях ранее установленный им диагноз заболевания изменен (пересмотрен) или они признаны здоровымиПостановление Правительства РФ «Об утверждении Положения о военно-врачебной комиссии» № 565 от 4 июля 2013 года

### Противостояние военкоматов (2005—2013 год)
В период 2005—2013 год из-за внесённых изменений и дополнений, п. 19 Постановления Правительства РФ № 886 от 31 декабря 2004 г, противоречил выше перечисленным пунктам и разрешал медицинское освидетельствование гражданам, имеющим категорию годности к военной службе «Д» — которая освобождала от призыва и от воинской обязанности в целом. Призывникам с такой категорией выдаётся военный билет, где отмечается абсолютная негодность. Кроме того, в паспорте ставится соответствующий штамп.
Гражданам, имевшим категории годности к военной службе «Б», «В», «Г», по истечении времени улучшивших своё здоровье, желающих пройти медицинское освидетельствование и изменить ранее установленный диагноз, из-за противоречия в Законе, военные комиссариаты отказывали, что приводили к длительным судебным разбирательствам между Гражданами запаса и военкоматами.
Мировой суд вправе обязать военкомат направить Гражданина, пребывающего в запасе, на повторное медицинское освидетельствование для определения годности к военной службе.
Основная «личная» причина отказов военными комиссариатами в переосвидетельствовании Граждан, ранее на период призывного возраста признанных не годными или ограниченно годными к военной службе, после достижения ими не призывного возраста — «не служил», при этом Гражданам, прошедшим военную службу с категорией годности «Б», так же отказывали в переосвидетельствовании.
Несмотря на это, военные комиссариаты шли навстречу тем, кто желал поступить на пятилетнюю контрактную военную службу, но только в ряды Вооружённых Сил России и если кандидат соответствовал требованиям.